# Liste von Bergen und Erhebungen in Monaco
Dies ist eine Auflistung der höchsten Berge und Erhebungen in Monaco.
| Name des Berges                  | Höhe in m | Anmerkungen                      |
| -------------------------------- | --------- | -------------------------------- |
| Chemin des Révoires              | 164       | Höchster Punkt des Fürstentums   |
| Rocher de Monaco (Fürstenfelsen) | 62        | Höchste Erhebung in Monaco-Ville |